# FS La Massana
FS La Massana is een Andorrese voetbalclub uit het La Massana. De club werd in 2005 opgericht als zaalvoetbalclub. Vanaf 2010 speelde de club ook veldvoetbal in de Lliga de Segona Divisió. De club promoveerde in 2023/24 voor het eerst naar de Lliga de Primera Divisió. 

## Eindklasseringen vanaf 2011
| 8 |

| 10 |

| 12 |

| 10 |

| 6 |

| 8 |

| 7 |

| 4 |

| 3 |

| 2 |

| 2 |

| 2 |

| 5 |

| 1 |

| 8 |

| Primera Divisió | Segona Divisió |

CF Atlètic Amèrica ·
Atlètic Amèrica II ·
FC Santa Coloma-II ·
FS La Massana ·
UE Santa Coloma-II